# Främre Otog
Främre Otog är ett mongoliskt baner som lyder under Ordos i den autonoma regionen Inre Mongoliet i nordvästra Kina.